# Evolution (företag)
Evolution AB, tidigare känt under namnet Evolution Gaming, är ett svenskt teknikföretag verksamt inom spelindustrin, med fokus på att utveckla och leverera lösningar för livecasinospel online. Bolaget grundades 2006 av entreprenörerna Jens von Bahr och Fredrik Österberg och har sedan dess växt till att bli en internationell aktör med närvaro på flera kontinenter. Evolution AB är noterat på Nasdaq Stockholm och tillhandahåller tekniska lösningar och spelprodukter för en rad olika speloperatörer världen över.

## Historia

### Grundande och tidiga år (2006–2010)
Evolution AB grundades år 2006 under det ursprungliga namnet Evolution Gaming. Syftet var att möta en växande efterfrågan på så kallade livecasinospel, en spelform som låter spelare delta i bordsspel via direktsänd videostream med riktiga croupierer. Grundarna, Jens von Bahr och Fredrik Österberg, hade identifierat en möjlighet att kombinera traditionella casinospel med modern streamingteknik. Verksamheten påbörjades i liten skala med en första live-studio i Lettland. Eftersom efterfrågan på spel i realtid ökade i takt med att allt fler speloperatörer etablerade sig online, kunde bolaget snabbt växa.